# Santo Antônio do Leverger
Santo Antônio do Leverger este un oraș în Mato Grosso (MT), Brazilia.